# Растительный мир Астраханской области
По итогам инвентаризации флоры Астраханской области выявлено 1239 видов сосудистых растений. Засушливый умеренно континентальный климат и её положение в Прикаспийской низменности в зоне полупустынь предполагают обилие и распространение в этой области большого количества трав, кустарников, устойчивых как к холодам, так и к палящему солнцу и отсутствию влаги.

## Общие сведения
Астраханская область во флористическом отношении входит в Афро-Азиатскую пустынную область и в Прикаспийский округ Арало-Каспийской (Туранской) провинции Ирано-Туранской области Голарктики. Для округа характерны прикаспийско-туранские, циркумкаспийские и эндемики Северного Прикаспия.
Степень флористического разнообразия выделяемых районов неодинакова. Наиболее флористически богаты районы, имеющие изрезанный рельеф (например, ильменно-бугровой район), что обусловливает разную степень увлажнения, разнообразие и пространственное размещение видов. Наименее богаты, но оригинальны флоры зональных равнинных территорий. Связано не только с условиями эдафо-климатической среды, но и с историей флоры (с процессами адвентизации и видообразования).

## Флористические районы области

### Северный Пойменный
Южная (нижняя) граница района проходит по междуречью Волги и Ахтубы, соединяя посёлок Ступино (правобережье реки Волги) с посёлком Пологое займище (левобережье реки Ахтубы), одновременно являясь северной границей южного пойменного района.
Район характеризуется наличием пойменного леса с преобладанием дуба черешчатого (Quercus robur). Нижний ярус дубового леса представлен следующими видами: жостер слабительный (Rhamnus cathartica), крушина ломкая (Frangula alnus), боярышник сомнительный (Crataegus ambigua). К наиболее крупному лесному массиву относится урочище «Бундинская дача». Характерной чертой дубовых лесов является присутствие в нижнем ярусе ландыша майского (Convallaria majalis). Своеобразие района подчеркивает присутствие следующих видов: герань холмовая (Geranium collirtum), гвоздика бледноцветковая (Dianthus pallidiflorus), секироплодник пёстрый (Securigera varia), ястребинка румянковая (Hieracium echioides), вяжечка гладкая (Turritis glabra), рябчик шахматновидный, или малый (Fritillaria meleagroides), белокопытник ложный (Petasites spurius). Южнее эти виды не встречаются.

### Ахтубинский
На севере район граничит с Волгоградской областью, на востоке — с Казахстаном, на западе ограничен верхней прирусловой террасой реки Ахтубы.
Южная граница района проходит от села Удачного в направлении зимних стойбищ Нуржана, Шанды и Дружбы.
Растительность представлена ассоциациями с доминированием овсяницы валисской, или типчака (Festuca valesiaca), полыни малоцветковой (Artemisia pauciflora), видами рода Ковыль (Stipa). Распространены редкие виды: полынь солянковидная (Artemisia salsoloides) на меловых отложениях и каменистых склонах и василька (Centaurea arenaria) на солонцах и обнажениях мела и известняка.

### Черноярский
Северный район граничит с Волгоградской областью, на западе — с Калмыкией, на востоке — с верхней прирусловой террасой Волги. На юге граница района проходит от села Никольского до урочища Харсека на границе с Калмыкией. Типичными видами растительных сообществ являются типчак и виды рода Ковыль.
Специфичность району придаёт произрастание редких видов: цингерии Биберштейна (Zingeria bibersteiniana) на слабозасолённых почвах и майкарагана волжского (Calophaca wolgarica) по склонам балок и оврагов.

### Богдинско-Баскунчакский
Внутренние границы района расположены по берегам самосадочного солёного озера Баскунчака, находящегося в 50 км от левого берега реки Волги, внешние совпадают с границей карстового (гипсового) поля, с которым тесно связаны все орографические элементы с характерным разнообразием флоры района.
На территории современной горы Большое Богдо сохранились в качестве реликтов отдельные виды растений. К таким реликтовым видам, основные ареалы которых лежат в Средней Азии, относятся эверсмания почтиколючая (Eversmannia subspinosa), козлобородник окаймлённо-листный (Tragopogon marginifolius), крупноплодник обыкновенный (Megacarpaea megalocarpa), лук индерский (Allium inderiense), двучленник пузырчатый (Diarthron vesiculosum), четверозубец четырёхрогий (Tetracme flcornis), кельпиния линейная (Koelpinia linearis), попутник малый (Plantago minuta).
Специфичность району придают ревень татарский (Rheum tataricum) — вид со среднеазиатским ареалом, произрастающий на участках выхода гипса, риндера четырёхщитковая (Rindera tetraspis) — вид глинисто-щебнистых отложений — и катран шершавый (Crambe aspera) — вид меловых обножений.

### Западный песчано-пустынный
Северная граница района является южной границей Черноярского флористического района. На западе район граничит с Калмыкией, на юге — с Ильменно-Бугровым районом, на востоке граница проходит по верхней русловой террасе реки Волги.
Для района характерны типичные плакорные растительные сообщества и пустынные виды: полынь песчаная (Artemisia arenaria), колосняк гантский (Leymus racemosus), верблюдка арало-каспийская (Corispermum aralo-caspicum), джузгун безлистный (Calligonum aphyllum), верблюжья колючка обыкновенная (Alhagi pseudalhagi), астрагал лисий (Astragalus vulpinus), нонеа каспийская (Nonea caspica), оносма песчаная (Onosma borysthenica), тысячелистник мелкоцветковый (Achillea micrantha), рогач песчаный (Ceratocarpus arenarius), василёк песчаный (Centaurea arenaria), пустынное дерево Саксаул и другие.

### Харабалинский
На севере район граничит с Ахтубинским флористическим районом, на востоке — с Казахстаном; на западе граница района проходит по верхней террасе рек Ахтубы и Ашулука, на юге — совпадает с административной границей Красноярского района.
Специфичность району придаёт произрастание эремоспартона безлистного (Eremosparton aphyllum), вексибии лисохвостной (Vexibia alopecuroides), видов рода тюльпан. Доминируют сообщества полыни малоцветковой (Artemisia pauciflora).

### Южный пойменный
Южная граница района проходит по реке Бузан от посёлка Верхнелебяжье (правобережье реки Волги), затем — по левобережью реки Бузан до посёлка Сеитовки Красноярского района.
Южный пойменный район характеризуется большим разнообразием эдафических факторов. В районе находится северная граница галофильных видов: гребенщика рыхлого (Tamarix laxa), тамарикса многоветвистого (Tamarix ramosissima), сарсазана шишковатого (Halocnemum strobilaceum), солероса горизонтального (Salicornia prostrata), бассии очитковидной (Bassia sedoides), клевера паннонского (Tripolium pannonicum) и ряда других. Среди растений повышенных местообитаний выделяются отчитник трёхлистный (Hylotelephium triphyllum), очиток едкий (Sedum acre), пусторёберник обнажённый (Cenolophium denudatum), лук тюльпанолистный (Allium tulipaefolium); эти виды присутствуют выше, но не встречаются южнее в дельте.
В районе проходит южная граница следующих видов: ивы прутовидной (Salix viminalis), вяза гладкого (Ulmus laevis), границы ареалов которых относительно стабильны; ниже в дельте Волги эти виды не встречаются. В районе отмечены наиболее частые нахождения редкого вида — двутычинницы двутычинковой (Diandrochloa diarrhena).

### Восточный песчано-пустынный
Южная и восточная границы района совпадают с административной границей между Астраханской областью и Казахстаном. Западная граница проходит по реке Ахтубе, северная граничит с Харабалинским и Западинно-солончаковым районами.
Территория приурочена к пустынному типу ландшафта, где выделяются бугристо-грядовые развеваемые и бугристо-грядово-барханные сыпучие комплексы. Пырейно-кустарниковая песчаная пустыня представлена доминирующими видами: житняком пустынным (Agropyron desertorum), джузгуном безлистным (Calligonum aphyllum), кумарчиком песчаным (Agropyron desertorum), колосняком гигантские (Leymus racemosus), келерией гребенчатой (Koeleria cristata). К редким видам относится эремоспартон безлистный (Eremosparton aphyllum).Также здесь произрастает мексиканский кактус «Опунция».

### Западинно-солончаковый
Флористический район расположен на границе с Казахстаном, к северо-востоку от посёлка Досанга. Территория приурочена к пустынному типу ландшафта солончаковым внутризональным подтипом. Для него характерны гидроморфные галофитные ландшафты с солончаками.
Сочно-солянковая пустынная растительность представлена типичными видами: селитрянкой Шобера (Nitraria schoberi), солянкой мясистой (Salsola faliosa), солянкой содоносной (Salsola soda), соляноколосником (Halostachys belangeriana), сарсазаном шишковатым (Halocnemum strobilaceum), солеросом европейским (Salicornia europaea), солеросом солончаковым (Salicornia perennans), сведой запутанной (Suaeda confuse), сведой солончаковой (Suaeda salsa), триполиумом паннонским (Tripolium pannonicum), петросимонией супротивнолистной (Petrosimonia opposilifolia).

### Ильменно-Бугровой
Изучаемый район получил своё название из-за характерных элементов ландшафта — бэровских бугров и ильменей. Западная и южная границы совпадают с административной границей Астраханской области и Калмыкии, восточная — проходит по реке Бахтемиру. На севере граница, огибая ильмени, соединяет город Астрахань и посёлок Прикаспийский до границы с Калмыкией.
Растительность бэровских бугров и межбугровых форм рельефа в настоящее время неоднородна и зависит как от антропогенной нагрузки так и от места произрастания видов. Растительность представлена белополынными сообществами с участием полыни Лepxa(Artemisia lerchiana), житняка ломкого (Agropyron fragile), анабазиса безлистного (Anabasis aphylla), анабазиса солончакового (Anabasis salsa), курчавки шиповатой (Atraphaxis spinosa) и типичных ксерофитов.
На бэровских буграх и их склонах представлены также эфемеры и эфемероиды: роды тюльпан, лук, ирис; костенец липкий (Holosteum glutinosum), проломник большой (Androsace maxima).
Растительность прибрежной части водоёмов представлена ежеголовником прямым (Sparganium erectum), сусаком зонтичным (Butomus umbellatus), рогозом узколистным (Typha angustifolia), тростником обыкновенным (Phragmites australis). Растительность подводных лугов представлена видами рода рдест (Potamogeton), урутью колосистой (Myriophyllum spicatum), роголистником тёмно-зелёным (Ceratophyllum demersum). Широко распространены кувшинка белая (Nymphaea alba), нимфейник щитолистный (Nymphoides peltata), кубышка жёлтая (Nuphar lutea), сальвиния плавающая (Salvinia natans), водокрас обыкновенный (Hydrocharis morsus-ranae), наяда морская (Najas marina), каулиния малая (Caulinia minor), руппия морская (Ruppia maritima).

### Астраханский городской
Изучаемый флористический район включает территорию города Астрахани и его окрестностей в пределах 2 км от условной черты города.
Флора города и окрестностей Астрахани довольно разнообразна. Астрахань расположена на двух берегах Волги и многочисленных протоках её дельты. Правобережье Астрахани представлено плакорными местообитаниями с типичными пустынными флористическими комплексами. Левобережье находится в дельте Волги, что обусловливает сочетание типичных водно-болотных и луговых фитоценозов.
На антропогенно изменённых бэровских буграх доминируют пустынные комплексы. В долине Волги, на заболоченных участках развиваются низинные луга, представленные видами гидро- и гигрофитными ориентациями. Современная флора насчитывает 440 видов сосудистых растений. На территории города Астрахани выявлено 16 видов редких и исчезающих растений: лотос каспийский (Nelumbo caspica), лютик длиннолистый (Ranunculus lingua), дрема астраханская (Melandrium astrachanicum), переступень белый (Bryonia alba), переступень двудомный (Bryonia dioica), лох восточный (Elaeagnus orientalis), козелец клубненосный (Scorzonera tuberose), тюльпан Биберштейна (Tulipa biebersteiniana), тюльпан двуцветковый (Tulipa biflora), тюльпан Геснера (Tulipa gesneriana), спаржа индерская (Asparagus inderiensis), ирис карликовый (Iris pumila) — уязвимый вид, ковыль волосовидный (Stipa capillata), ковыль сарептский (Stipa sareplana), смолоносница голая (Ferula nuda).

### Верхнедельтовый
Южная граница района проходит по автотрассе Астрахань — Белый Ильмень — Красный Яр. На востоке территория ограничена рекой Бузаном, на западе — рекой Волгой. Северная точка района — ответвление реки Бузана от основного русла. На территории района преобладают луга среднего и высокого уровней. Распространены пырейно-солодковые луга с характерными видами: пыреем ползучим (Elytrigia repens), вейником наземным (Calamagrostis epigeios), солодкой голой (Glycyrrhiza glabra). В районе проходит самая южная граница распространения мятлика узколистного (Роа angustifolia), костреца безостого (Bromopsis inermis).
Своеобразие району придаёт произрастание ириса кожистого (Iris scariosa), лютика многоцветкового (Ranunculus polyanthemos), щавелька обыкновенного (Acetosella vulgaris), сурепки обыкновенной (Barbarea vulgaris), сарептской горчицы (Brassica juncea), веснянки ранней (Erophila praecox), вайды полевой (Isatis campestris), алтея розового (Alcea rosea), репешка обыкновенного (Agrimonia eupatoria), лядвенца рогатого (Lotus zhegulensis), люцерны маленькой (Medicago minima).

### Дельтовый
Флористический район простирается от реки Бахтемира на западе до реки Кигача на востоке. Для района характерны луга среднего и низкого уровней в сочетании с бэровскими лугами, что придаёт ему своеобразие. Распространены злаково-разнотравные и осоко-разнотравные луга. В растительном покрове доминируют клубнекамыш приморский (Bolboschoenus maritimus), двукисточник тростниковый (Phalaroides arundinacea), ситняг рамный (Eleocharis palustris), дербенник прутовидный (Lythrum virgatum). Эндемик района — шароцветник волжский (Sphaeranthus volgensis).
Специфичность дельтовому району придаёт произрастание дремы астраханской (Melandrium astrachanicum), смолёвки поникшей (Silene nutans), соднка ягодоносного (Suaeda baccifera), гречишки кустарниковой (Fallopia dumetorum), повойничка венгерского (Elatine hungarica), бурачка чашечного (Alyssum calycinum).

### Авандельтовый
Район охватывает приморскую территорию дельты Волги и прилегающие морские острова Северного Прикаспия. В растительных сообществах доминируют прибрежная и прибрежно-водная растительность. Большая часть территории представлена тростниково-рогозовыми сообществами, в которых доминируют тростник южный (Phragmiles australis) и виды рода рогоз (Typha).
Характерной особенностью района является распространение лотоса каспийского — реликтового вида третичной флоры, альдрованды пузырчатой (Aldrovanda vesiculosa), дербенника иволистного (Lythrum sulicaria), двутычинницы двутычинковой, лютика длиннолистного.

## Флора дельты Волги
Современная растительность Прикаспия сложилась в последние 15—16 тысяч лет. За это время здесь в жёстких стрессовых условиях существования (недостаток увлажнения в сочетании с его переизбытком в одних и тех же местообитаниях в разные сезоны года, засоление почв) закрепилось лишь около 1 000 видов высших растений из 240 000 видов мировой флоры. Сочетание, взаимопроникновение северных бореальных и пустынных ирано-туранских видов создают уникальные фитоценозы. В настоящее время флора дельты Волги насчитывает 920 видов сосудистых растений, относящихся к 4 отделам, 45 порядкам, 107 семействам и 394 родам.
| Таксон            | Число видов | % от общего числа | Число родов | % от общего числа | Число семейств | % от общего числа |
| ----------------- | ----------- | ----------------- | ----------- | ----------------- | -------------- | ----------------- |
| Хвощевидные       | 5           | 0,5               | 1           | 0,3               | 1              | 0,9               |
| Папоротниковидные | 4           | 0,4               | 2           | 0,5               | 2              | 1,9               |
| Голосеменные      | 16          | 1,7               | 9           | 2,9               | 3              | 2,8               |
| Цветковые         | 895         | 97,3              | 382         | 97                | 101            | 94,3              |
| В том числе:      |             |                   |             |                   |                |                   |
| Двудольные        | 701         | 76,2              | 305         | 77,5              | 82             | 76,6              |
| Однодольные       | 194         | 21,1              | 77          | 19,5              | 19             | 17,7              |

Основная часть видов (97 %) принадлежит к отделу Цветковых. Отмеченное соотношение систематических категорий высшего ранга характерно для бореальных флор.
Десять ведущих семейств флоры дельты Волги содержат более 58 % всей флоры. При этом доля монородовых семейств составляет 60,7 %, а моновидовых — 29 %. Наибольшим видовым разнообразием отличаются 9 родов, доля которых составляет 11 % видового состава флоры дельты Волги.
Анализ спектра ведущих семейств подчеркивает своеобразие флоры региона, расположенного в районе взаимодействия и взаимопроникновения флор различного происхождения и зональной приуроченности.